# Flame of the Desert
Flame of the Desert (A Chama do Deserto (título em Portugal) ) é um filme de drama mudo norte-americano de 1919, estrelado por Geraldine Farrar e Lou Tellegen. Foi dirigido por Reginald Barker e produzido por Samuel Goldwyn.

## Elenco
- Geraldine Farrar – Lady Isabelle Channing
- Lou Tellegen – Sheik Essad
- Alec B. Francis – Sir John Carleton
- Edythe Chapman – Lady Snowden
- Casson Ferguson – Sir Charles Channing
- Macey Harlam – Aboul Bey
- Syn De Conde – Abdullah
- Milton Ross – Sheik
- Miles Dobson – Sheik Imbrim
- James Mason
- Louis Durham
- Eli Stanton – Ullah
- Jack Carlyle

## Estado de conservação
Cópias existem na Biblioteca do Congresso, Estados Unidos e na Cineteca Nazionale, em Roma, França.